# Laurie Hernandez
Lauren „Laurie“ Hernandez (* 9. Juni 2000 in New Brunswick, New Jersey) ist eine US-amerikanische Turnerin. Bei den Olympischen Sommerspielen 2016 in Rio de Janeiro gewann sie Silber am Schwebebalken und Gold im Mannschaftsmehrkampf.

## Leben und Karriere

### Karrierebeginn
Laurie Hernandez wurde am 9. Juni 2000 als Tochter von Wanda, einer Sozialarbeiterin an einer Elementary School, und Anthony Hernandez, einem Justizangestellten am New York Supreme Court, in der Stadt New Brunswick im US-Bundesstaat New Jersey geboren, wo sie mit ihren Geschwistern Jelysa und Marcus aufwuchs. Auch ihre älteren Geschwister sind sportlich aktiv; so besitzt ihre rund elf Jahre ältere Schwester Jelysa den schwarzen Gürtel in Karate und ihr etwa vier Jahre älterer Bruder Marcus ist als Leichtathlet aktiv, hierbei vor allem in der 4-mal-400-Meter-Staffel. Im Alter von fünf Jahren begann die puerto-ricanischstämmige Hernandez, deren Großeltern aus Puerto Rico stammen, ihre Karriere als Turnerin, als sie von ihrer Mutter bei einem Turnverein angemeldet wurde. Zuvor war sie bereits über ein Jahr lang in einer Ballettklasse, was sie jedoch langweilte und weshalb sie zu den Turnerinnen wechselte. Seitdem trainiert sie an der Monmouth Gymnastics & Cheer Academy, einige Kilometer südlich ihres Heimat- und Wohnortes Old Bridge Township, das nur wenige Kilometer von New Brunswick entfernt ist, in der Kleinstadt Morganville. Dabei gehört sie mittlerweile dem Team MG Elite an, das bereits einige herausragende Turnerinnen herausgebracht hat, so unter anderem Jazmyn Foberg oder Riley McCusker, die beide etwa im gleichen Alter wie Hernandez sind.
Erst im Alter von sieben Jahren begann sie ein ernsthafteres Training in sogenannten Recreational Classes, wo sie auch ihren Spitznamen Laurie bekam, da bei den Kursen auch noch andere Mädchen mit dem Vornamen Lauren vertreten waren. Hier wurde sie noch früh in ihrer Karriere von Maggie Haney, einer herausragenden College-Turnerin und späteren Trainerin, entdeckt. Haney hatte bis dahin noch keine Eliteturner (Elite Gymnast) trainiert und Laurie Hernandez sollte ihr erster Schützling auf dem Weg zur Eliteturnerin werden. Als Hernandez neun Jahre alt war, versuchte ihre Trainerin sie in Entwicklungstrainingscamps von USA Gymnastics, dem nationalen Verband der US-amerikanischen Turner, unterzubringen. Hierbei werden Turner nur aufgenommen, wenn sie durch das sogenannte Talent Opportunity Program, das die turnerischen Basisfähigkeiten und die physische Eignung misst, kommen. Seitens des Verbandes bekam Haney daraufhin die Mitteilung, dass ihr Schützling zum gegenwärtigen Zeitpunkt die Nummer 1 im Land war und dementsprechend sofort in ein Trainingscamp eingeladen wurde.

### 2012 und 2013
Nach Jahren im Nachwuchs schaffte sie im Jahre 2012 den Sprung in die Elite, als sie unter anderem beim U.S. Classic in Chicago, Illinois, den elften Platz in der Junior Division belegte. Durch das U.S. Classic qualifizierte sie sich für die USA Gymnastics National Championships, die nationalen Meisterschaften im US-amerikanischen Turnen, wo sie nach zwei Tagen den 21. Platz im Mehrkampf belegte. Darunter waren ein sechster Platz beim Bodenturnen, sowie ein siebenter Platz am Schwebebalken. Hiervon noch enttäuscht, wurde sie im darauffolgenden Jahr als 13-Jährige Zweite im Mehrkampf  und gewann die Goldmedaille am Boden. Weitere Platzierungen waren ein achter Platz beim Sprung und ein sechster Platz im Einzelmehrkampf; außerdem trat sie am Stufenbarren an und war in all diesen Bewerben in der Junior Division im Einsatz. Im selben Jahr nahm sie auch am Parkettes Invitational in Allentown, Pennsylvania, teil, wo sie den ersten Rang am Stufenbarren erreichte und zudem auch noch am Schwebebalken oder am Boden zum Einsatz kam. Beim Sprung wurde sie Dritte und erhielt auch eine passable Wertung im Einzelmehrkampf. Weitere nationale Einsätze im Jahre 2013 hatte Hernandez auch noch bei den American Classics in Huntsville, Texas. Dort belegte sie Rang 3 am Sprung, Rang 7 am Stufenbarren, Rang 1 am Schwebebalken und war auch am Schwebebalken im Einsatz. Im Einzelmehrkampf reichte es für den zweiten Platz.
Ein weiteres nationales Meeting absolvierte sie im Zuge der USA Gymnastics National Championships, die unter dem Sponsorennamen P&G Championships ausgetragen wurden. Beim Meeting in Hartford, Connecticut, nahm sie wieder in der Junior Division teil, wo sie auf den zweiten Platz im Einzelmehrkampf kam. Des Weiteren erreichte sie Rang 3 am Schwebebalken und Rang 5 am Sprung und nahm zudem noch am Stufenbarren und am Boden teil. Zu ihren internationalen Einsätzen in diesem Jahr zählen die International Junior Gymnastics Competition in Yokohama, Japan, wo sie Dritte im Einzelmehrkampf wurde. Einen vierten Platz erreichte sie am Boden und einen sechsten am Schwebebalken; außerdem war sie beim Sprung im Einsatz. Noch im gleichen Jahr folgte ihre Teilnahme am International Junior Mexican Cup, den sie auf dem zweiten Platz hinter ihrer Landsmännin Bailie Key im Einzelmehrkampf beendete. Im Mannschaftsmehrkampf erreichten die US-Amerikanerinnen den ersten Platz.

### 2014
Das komplette Wettkampfjahr 2014 versäumte Laurie Hernandez verletzungsbedingt, nachdem sie sich unter anderem Anfang des Jahres 2014 das Handgelenk brach. Kurz darauf renkte sie sich auch noch die rechte Kniescheibe aus, was zu einem Riss der Patellasehne, sowie zu einer Quetschung des medialen Kollateralbandes führte, woraufhin sie das gesamte restliche Jahr benötigte, um wieder auf ihre voriges Niveau zu kommen. Nach dieser Verletzung, die sie sich am Sprung zugezogen hatte, wurde sie operiert und bekam über eine Transplantation einen Teil des beschädigten Bandes ersetzt. Danach folgten sechs Monate ohne jegliche Einsätze, ehe sie wieder in das Training startete.

### 2015
Mit dem Beginn des Wettkampfjahres 2015 kehrten auch ihre Erfolge zurück, wobei sie einen Einstand nach Maß feierte und von ihrer Verletzung des Vorjahres nichts mehr bemerkbar war. So wurde sie in allen vier Turnieren, zwei nationale und zwei internationale, an denen sie in diesem Jahr teilnahm, jeweils Erste im Einzelmehrkampf. Dabei nahm sie im Juli 2015 erneut in der Junior Division am U.S. Classic in Chicago teil, wo sie neben dem besagten ersten Platz im Einzelmehrkampf, auch am Sprung und am Stufenbarren als Siegerin hervorging und am Boden, sowie am Schwebebalken den zweiten Platz belegte. Weiters nahm sie in der Junior Division auch an den USA Gymnastics National Championships in Indianapolis, Indiana, teil, wo sie, zwei Wochen nach ihrem 15. Geburtstag, neben dem ebenfalls bereits erwähnten ersten Rang im Einzelmehrkampf auch am Stufenbarren den ersten Platz belegte. Weiters gewann sie Silber am Boden und Bronze am Schwebebalken und am Sprung.
Zu den internationalen Einsätzen in diesem Jahr zählt unter anderem die Trofeo Città di Jesolo im März 2015, die sie mit den US-Amerikanerinnen auf dem ersten Platz im Mannschaftsmehrkampf der Junior Division abschloss. Hierbei erreichte sie selbst in der Juniorenwertung den ersten Platz im Einzelmehrkampf, wobei in der Seniorenwertung ihre Landsmännin Simone Biles den ersten Platz belegte. Weitere Goldmedaillen erreichte sie bei diesem Event am Stufenbarren, sowie am Boden. Noch im gleichen Jahr (September 2015) folgte für sie das International Junior Japan Meet in Yokohama, wo sie erneut Gold im Einzelmehrkampf und zudem am Sprung und am Boden gewann. Für Silbermedaillen reichte es am Schwebebalken und am Stufenbarren.

### 2016

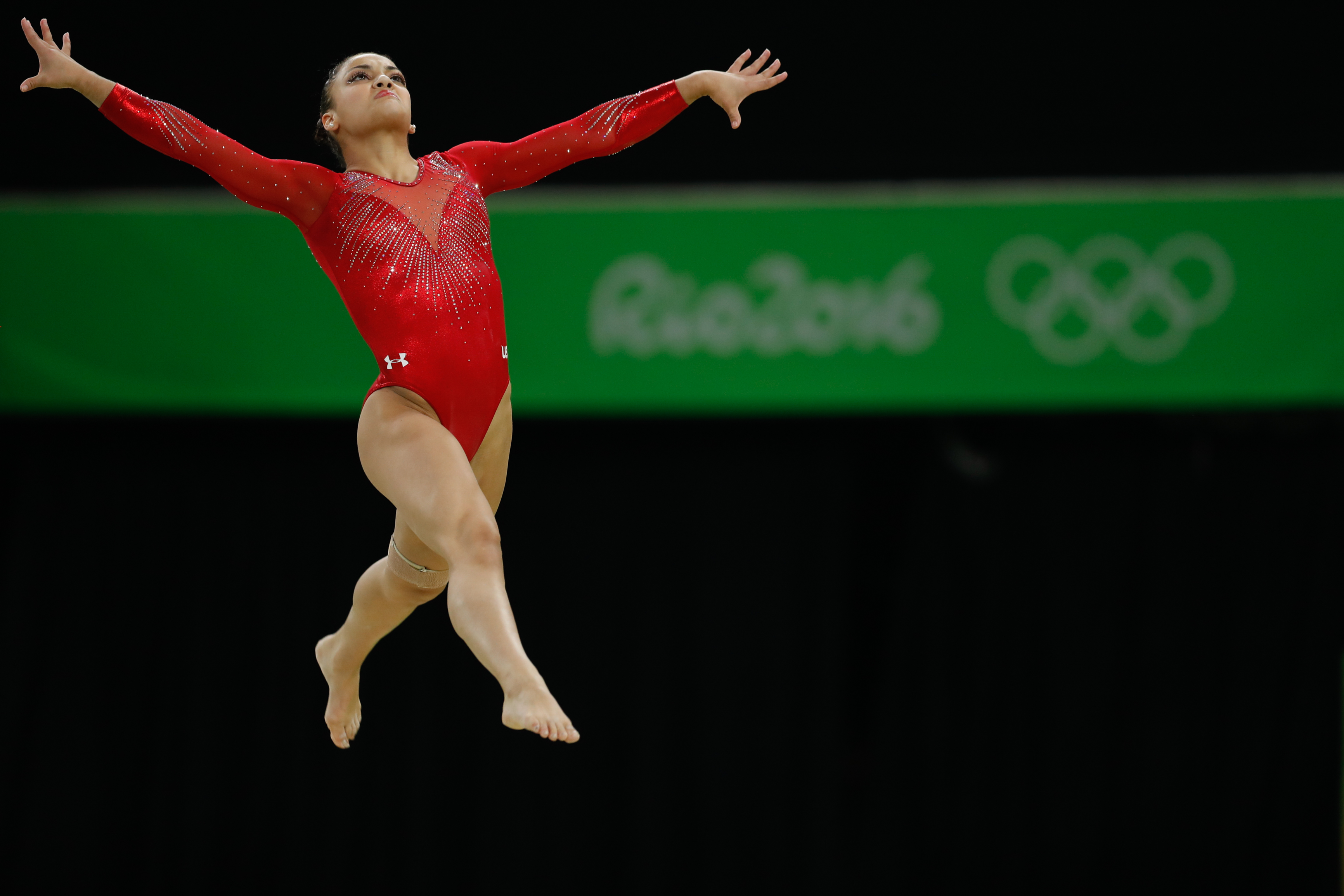
Laurie Hernandez bei den Olympischen Sommerspielen 2016

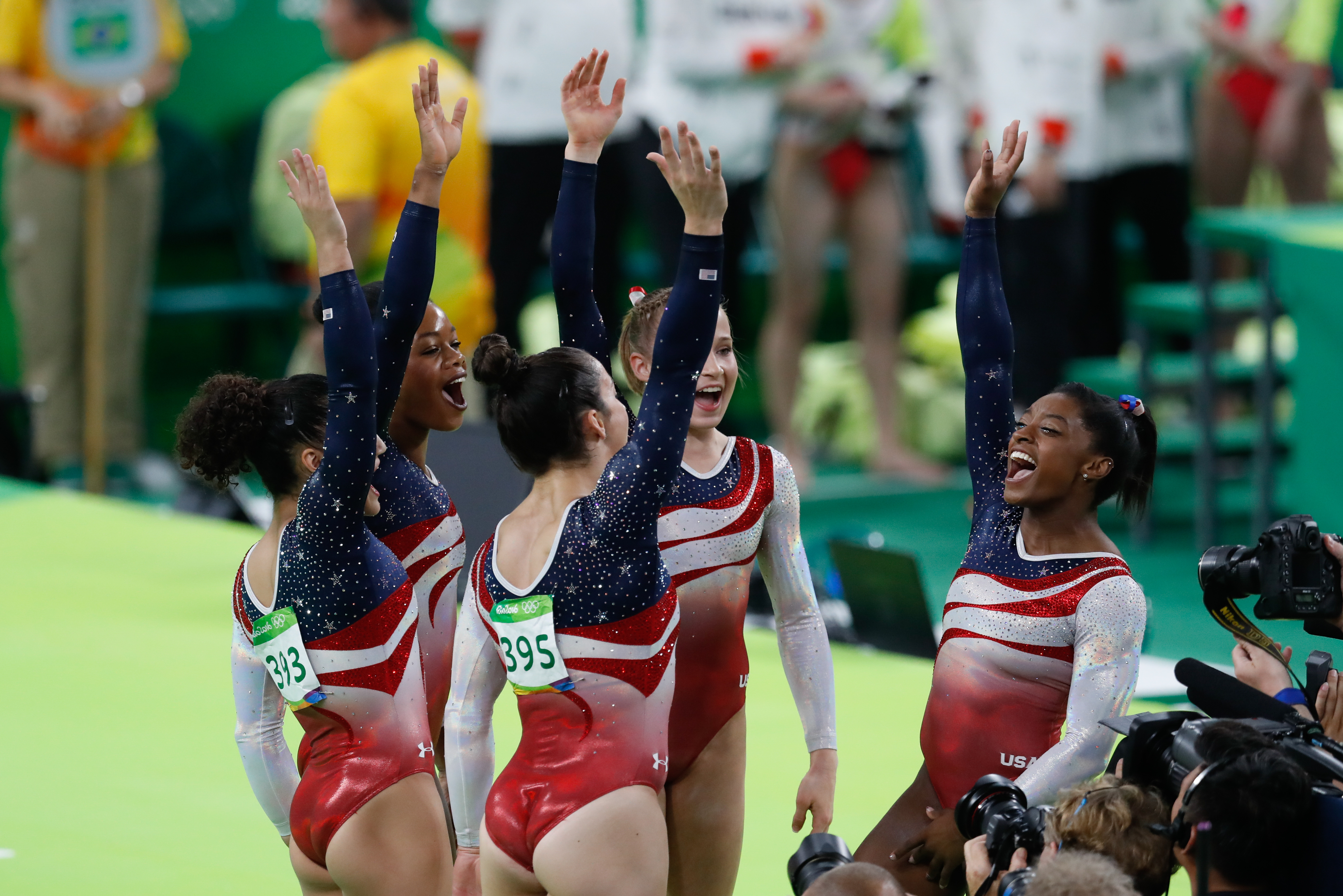
Die US-Turnerinnen feiern ihre Olympia-Goldmedaille im Mannschaftsmehrkampf; Laurie Hernandez trägt die Nummer 393.

Im darauffolgenden Jahr 2016 kam die mittlerweile zur Senior International Elite gehörende Laurie Hernandez zu ihrem offiziellen Debüt im Seniorenbereich. Dabei war sie unter anderem im März 2016 bei der Trofeo Città di Jesolo zugegen, wo sie mit 58,550 Punkten hinter zwei Landsfrauen (Ragan Smith und Gabby Douglas) die Bronzemedaille im Einzelmehrkampf gewann. Des Weiteren erhielt Hernandez die Silbermedaille am Sprung, sowie die Goldmedaille am Schwebebalken, wo sie vor Ragan Smith und Aly Raisman rangierte. Im April 2016 nahm sie daraufhin an den Pacific Rim Championships in Everett, Washington teil, wo sie mit den US-Turnerinnen rund um Aly Raisman, Ragan Smith, Simone Biles und Brenna Dowell die Goldmedaille im Mannschaftsmehrkampf gewann. Im Einzelmehrkampf wurde sie Dritte hinter Biles und Raisman, bekam jedoch aufgrund einer Regelung, die es nur zwei Athleten eines Landes erlaubt, eine Medaille zu gewinnen, keine Bronzemedaille verliehen. Die Viertplatzierte Nagi Kajita aus Japan erhielt stattdessen ihre Bronzemedaille. Hernandez hätte sich auch für das Finale am Schwebebalken qualifiziert, wurde jedoch von USA Gymnastics zusammen mit ihrer Kollegin Simone Biles geschont, da beide bereits für die Olympischen Sommerspiele 2016 in Rio de Janeiro nominiert waren und deshalb geschont wurden. Eine kurz darauf zugefügte Knieverletzung setzte Hernandez für sechs Wochen außer Gefecht, ehe sie im Juni wieder ins Training startete.
Noch im gleichen Monat nahm sie am U.S. Classic in Hartford, Connecticut, teil, wurde dort aber, um sich noch zu schonen, nur am Stufenbarren eingesetzt, wo sie im Endklassement den vierten Platz belegte. Im Gesamtranking belegte sie aus diesem Grund auch nur den 23. Platz von 25 Teilnehmerinnen. Später in diesem Monat nahm sie auch noch an den USA Gymnastics National Championships in St. Louis, Missouri, teil, wo sie an allen vier Bewerben antrat. Am Ende der ersten Nacht rangierte sie punktegleich mit Raiman auf dem zweiten Platz hinter Biles. In der zweiten Nacht erreichte sie 14,800 Punkte am Sprung, 15,150 Punkte am Stufenbarren, 15,300 Punkte am Schwebebalken und 14,800 Punkte am Boden. Im Endklassement des Einzelmehrkampfs rangierte sie auf dem dritten Platz hinter Biles und Raisman. Dabei belegte sie jeweils den dritten Platz am Stufenbarren, sowie am Schwebebalken und rangierte punktegleich mit Mykayla Skinner auf dem dritten Platz am Boden. Kurz darauf nahm sie Anfang Juli 2016 an den Olympic Trials in San José, Kalifornien, teil und konnte hierbei vor allem am Schwebebalken überzeugen, wo sie in der ersten und der zweiten Nacht den ersten Platz belegte. Beim Bodenturnen rangierte sie der ersten Nacht hinter Biles und Raisman auf dem dritten Platz. Am ersten, wie auch am zweiten Tag rangierte sie im Einzelmehrkampf auf dem zweiten Platz. Im Anschluss wurde sie zusammen mit Biles, Douglas, Raisman und Madison Kocian offiziell für die Olympischen Sommerspiele in Rio nominiert.
Am 7. August 2016 bestritt Hernandez im Zuge der Olympischen Sommerspiele 2016 in Rio de Janeiro die Qualifikation im Sprung, am Schwebebalken und am Boden. Mit ihrer Teilnahme ist sie die erste in den Vereinigten Staaten geborene Hispanic der US-Turnerinnen seit Tracee Talavera, die an den Olympischen Sommerspielen 1984 in Los Angeles teilnahm. Zudem war sie die zweitjüngste Athletin im 554-köpfigen US-amerikanischen Olympia-Teilnehmerfeld, wobei sie den Tischtennisspieler Kanak Jha nur um zehn Tage übertraf. Nur am Schwebebalken schaffte sie daraufhin den Einzug ins abschließende Finale. Auch am Boden hätte sie als Vierte der Qualifikation problemlos die Teilnahme geschafft, jedoch durften nur maximal zwei Athleten einer Nation ins Finale einziehen. Am 9. August gewann sie mit dem US-Team die Goldmedaille im Mannschaftsmehrkampf und hatten dabei 9,959 Punkte Vorsprung auf die zweitplatzierten Chinesinnen. Sechs Tage später gewann Laurie Hernandez im Finale am Schwebebalken mit 15,333 Punkten und 0,133 Punkten Rückstand auf die Niederländerin Sanne Wevers die Silbermedaille. Ihre Landsmännin Simone Biles, die in der Qualifikation noch auf dem ersten Platz vor Hernandez rangierte, wurde Dritte und gewann dementsprechend Bronze. Da das Ergebnis nicht zufriedenstellend war, wurde gegen das Ergebnis Einspruch erhoben, wobei dieser jedoch in weiterer Folge abgewiesen wurde.

## Profistatus – keine NCAA-Laufbahn
Da sie vor ihrer Teilnahme an den Olympischen Spielen durch Sponsorenverträge Profistatus erhielt und eigentlich bereits im Jahre 2014 angekündigt hatte, eine Collegekarriere beginnen zu wollen, wurden diese Pläne verworfen, da sie als Profi, also mit dem Erhalt von Geld für den Sport, nicht mehr für die NCAA teilnahmeberechtigt ist. Geplant war, dass die seit der dritten Schulstufe Heimunterricht bekommende Laurie Hernandez eine Karriere in der NCAA beginnen würde. Als favorisierte Universität wurde hierbei die University of Florida gewählt, die unter anderem bereits im Jahre 2014 eine Verpflichtung aussprach, wobei sie hier im Turnprogramm der Universitätssportabteilung Florida Gators zum Einsatz gekommen wäre.